# Ferrocarril de Fukui
Ferrocarril de Fukui (福井鉄道株式会社 Fukui Tetsudō Kabushiki Kaisha?) es una compañía de ferrocarril en la Prefectura de Fukui, Japón que cuenta con una línea férrea.
- Línea Fukubu (福武線 fukusen?) que une las ciudades de Fukui (Fukui) y Echizen (Fukui) (antes Takefu).

Además, la compañía presta el servicio de transporte por Autobús desde la ciudad de Fukui al Aeropuerto de Komatsu y a las ciudades de Tokio, Osaka y Nagoya. 